# Triglav (časnik)
Triglav, s podnaslovom Zeitschrift für vaterländische Interessen (slovensko: Časnik za domovinske interese), je bil časnik, ki je izhajal v Ljubljani od januarja 1865 do septembra 1870 z vmesnim premorom od julija 1866 do januarja 1868. 
Triglav, časnik za domovinske interese, je izšel prvič 3. januarja 1865 pod uredništvom Petra Radicsa v tiskarni Jožefa Blaznika, njegov lastnik pa je bil Janez Bleiweis. Svoje ime je dobil po simbolu slovenstva Triglavu. Razen v času Grasselijevega urejevanja je izhajal dvakrat tedensko, v petih letnikih je zamenjal štiri urednike. Najlažje bi ga opisali kot politični časnik v nemškem jeziku. V ozadju ustanovitve Triglava je bil boj med Bleiweisom ter ostalimi Slovenci, ki so želeli ustanoviti politični časopis v slovenskem jeziku. Še posebej si je za to prizadeval Fran Levstik, vendar ga je Bleiweis politično in taktično onemogočil. 
1. Peter Radics od januarja 1866 do 30. marca 1866.
2. Eduard Pour od aprila 1866 do 29. junija 1866.
3. Peter Grasselli od 31. decembra 1867
4. Jakob Alešovec od novega leta 1870